# 티도레섬

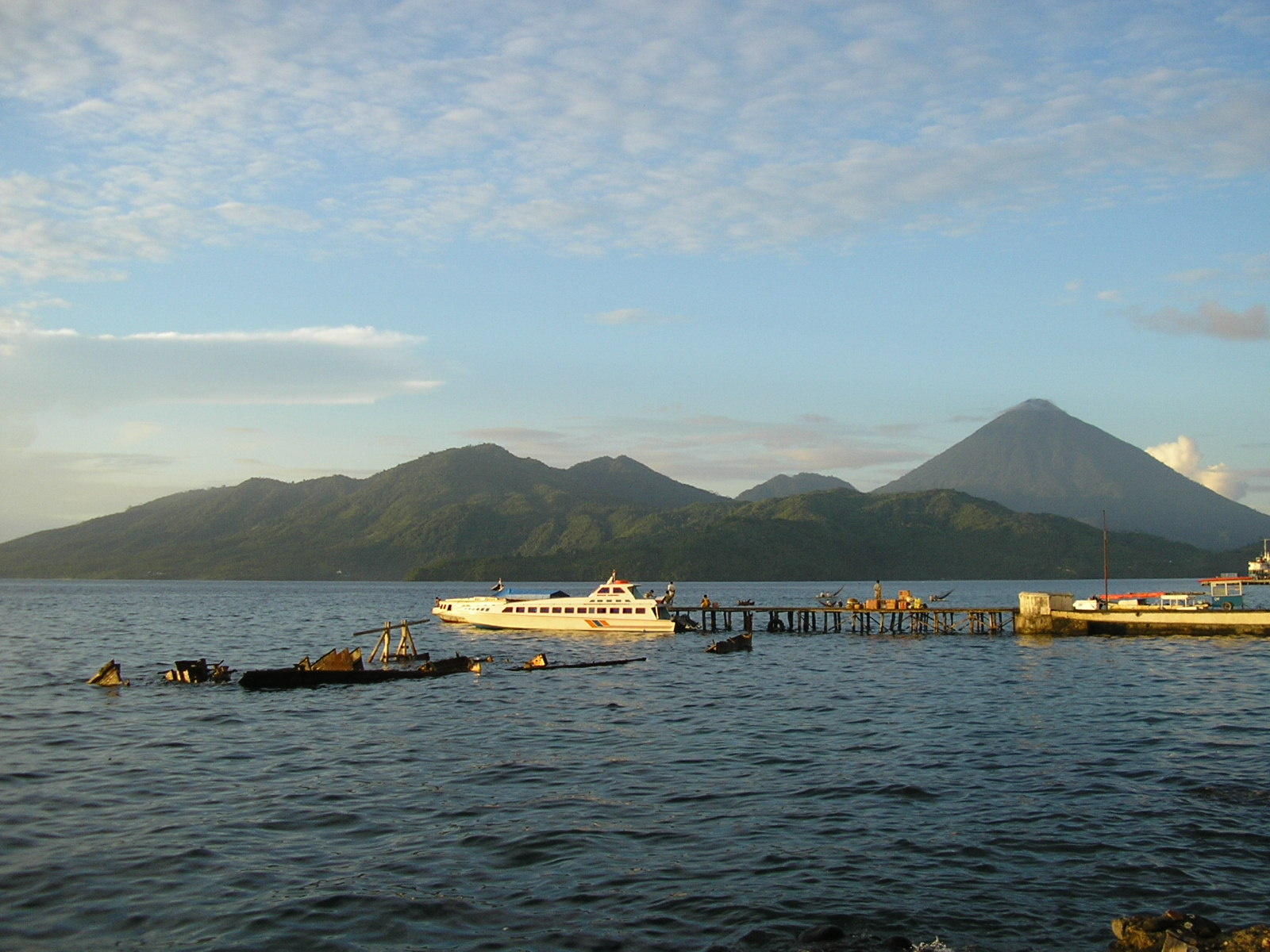

티도레(Tidore)는 인도네시아 동부 말루쿠 제도의 섬으로, 할마헤라섬 서쪽에 위치해 있다. 식민지 시기 이전까지 티도레는 바로 북쪽에 위치한 테르나테와 함께 이 지역의 주요 정치적, 경제적 세력이었다.
티도레의 술탄들은 할마헤라섬 남쪽 대부분과 때로 부루섬, 암본섬 및 뉴기니섬 해안지대를 다스렸다. 티도레는 16세기 에스파냐와 느슨한 동맹을 맺었고, 에스파냐인들은 섬에 여러 요새를 건설했다. 티도레인들과 에스파냐인들은 서로를 불신하는 긴장된 관계 속에 있었으나 티도레에게 있어서 에스파냐의 도움은 적 테르나테와 그 동맹 네덜란드 세력을 견제하는 데 필요했다.
에스파냐의 세력은 점차 줄어들어 1663년 완전히 섬에서 빠져나갔으며, 티도레는 이 지역에서 가장 독립적인 왕국으로 네덜란드 동인도회사의 압력에 저항하였다. 술탄 사이푸딘(재위 1657년-1689년)의 치하의 티도레는 네덜란드인들의 향신료 대금으로 티도레의 전통적 속령들과의 관계를 강화했다. 이 결과로 티도레는 주변으로부터 존중을 받게 되었으며, 테르나테와 달리 자국을 다스리는 데 네덜란드의 도움을 받을 필요가 없었다.
티도레는 18세기 말까지 때때로 네덜란드의 간섭이 있었음에도 불구하고 독립국으로 남았다.